# Histoire de la nudité

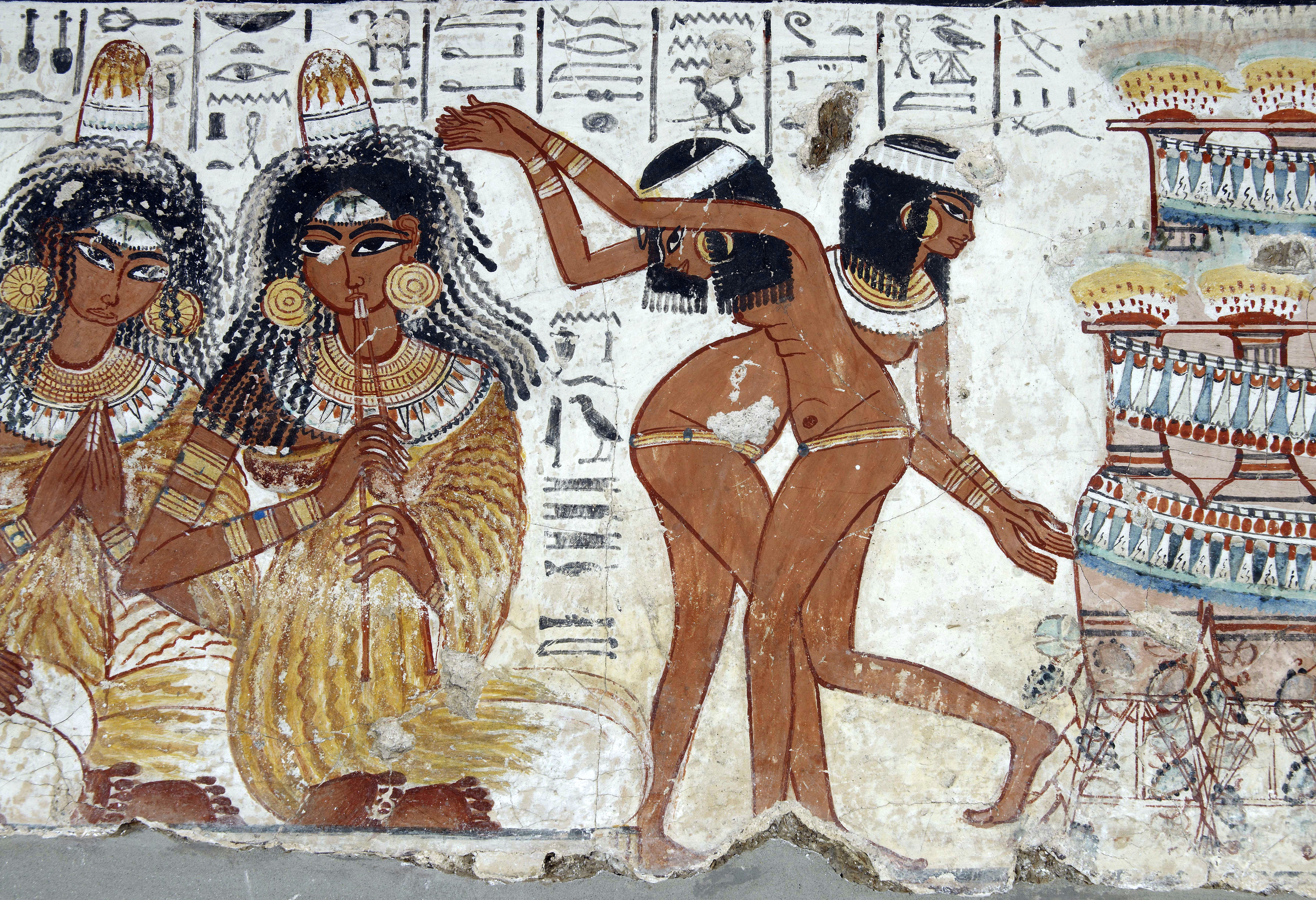
Flutiste et danseuses (Thèbes, tombeau du scribe Neb-Amun, 1370 avant J-C). Les danseuses sont nues. Le flutiste porte un vêtement typique plissé et un cône de graisse sur sa perruque, qui fond progressivement en libérant du parfum. Tous portent des bijoux et des perruques.

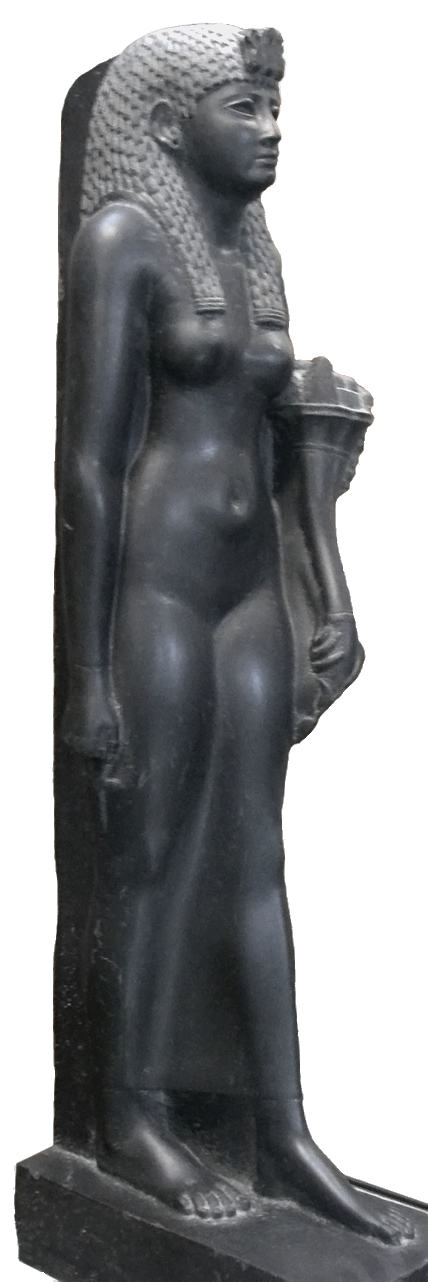
Statue en basalte de Cléopâtre VII - époque Ptolémaïque.

 (mars 2018).
L'histoire de la nudité répertorie les comportements humains par rapport à la nudité dans les différentes cultures à travers l'Histoire.
La nudité fait partie intégrante de la vie quotidienne de nombreuses civilisations anciennes (Égypte Antique, Grèce Antique) ou contemporaines (les tribus d’Amérique du Sud et certains peuples Africains). Elle a été acceptée et tolérée dans la plupart des cultures pour la toilette, la baignade, les loisirs (notamment les activités sportives) et les pratiques religieuses (voir Skyclad).
Si le port de vêtements est la norme dans la plupart des sociétés contemporaines, la nudité reste aujourd'hui acceptée dans le cercle familial, pour les loisirs (nudité temporaire dans un vestiaire ou sur une plage, entre autres) et dans les endroits réservés au naturisme, ou encore dans un contexte médical (examen, accouchement, , etc.).

## Période paléolithique
Les peaux d'animaux et les végétaux se décomposant facilement, il n'y a pas de preuves archéologiques du moment et de la manière dont les vêtements se sont développés. De récentes études sur les poux suggèrent que les vêtements sont devenus courants dans la société humaine il y a 72 000 ans, ce qui pourrait signifier que pendant près de 128 000 ans d'existence, l'Homo Sapiens n'a utilisé aucun vêtement. Ce point fait encore débat parmi les scientifiques : certains anthropologues pensent que l'Homo habilis et même l'Homo erectus ont pu utiliser des vêtements, il y a un million d'années ou davantage.
Les anthropologues pensent que les peaux d'animaux et la végétation ont été utilisés comme protection contre le froid, la chaleur et la pluie, surtout lorsque les humains ont colonisé de nouvelles régions du monde. Ils ont également pu être conçus pour servir aux rituels religieux ou magiques, pour marquer les différences de rang social et de valeurs, ou simplement servir à des fins esthétiques.

## Dans l'Égypte antique
Dans l’Égypte Antique, la nudité était la norme pour les hommes et les femmes des classes modestes (domestiques et esclaves), les travailleurs ayant besoin de liberté de mouvement (par exemple les agriculteurs) et pour les artistes pendant les festivités (musiciens, danseurs, acrobates). Les enfants restaient nus jusqu'à la puberté, quel que soit leur milieu social.
Les personnes des classes moyennes et supérieures portaient des vêtements (pagnes, tuniques et robes) en lin, le seul textile utilisé dans l’Égypte Antique. Ces vêtements étaient de plus en plus fins selon l'élévation sociale de la personne, les vêtements des nobles pouvant être totalement transparents (y compris ceux du Pharaon, de son épouse et leur entourage). Le kalasiris, une robe extrêmement fine portée par les femmes, en est un exemple.
Des inscriptions sur des tablettes d'argile retrouvées à Amarna attestent que le pharaon Akhenaton, son épouse Néfertiti et leurs enfants restaient couramment nus à l'intérieur du palais royal et dans les jardins : ils attribuaient à la nudité une valeur spirituelle importante et des bienfaits pour leur santé. Les personnages officiels, l'entourage de la famille royale ainsi que leurs serviteurs, pouvaient faire de même. Cette coutume a été successivement supprimée et réhabilitée par les différentes familles royales.
D'autres cultures antiques considéraient les coutumes égyptiennes comme humiliantes, comme l'attestent des bas-reliefs ou des textes de l'époque, par exemple ce passage] de la Bible hébraïque : « Ainsi le Roi d'Assyrie emmènera d’Égypte et de Chus prisonniers et captifs les jeunes et les vieux, les nus et les déchaussés, fesses découvertes, ce qui sera l'opprobre de Égypte ».

## Grèce antique

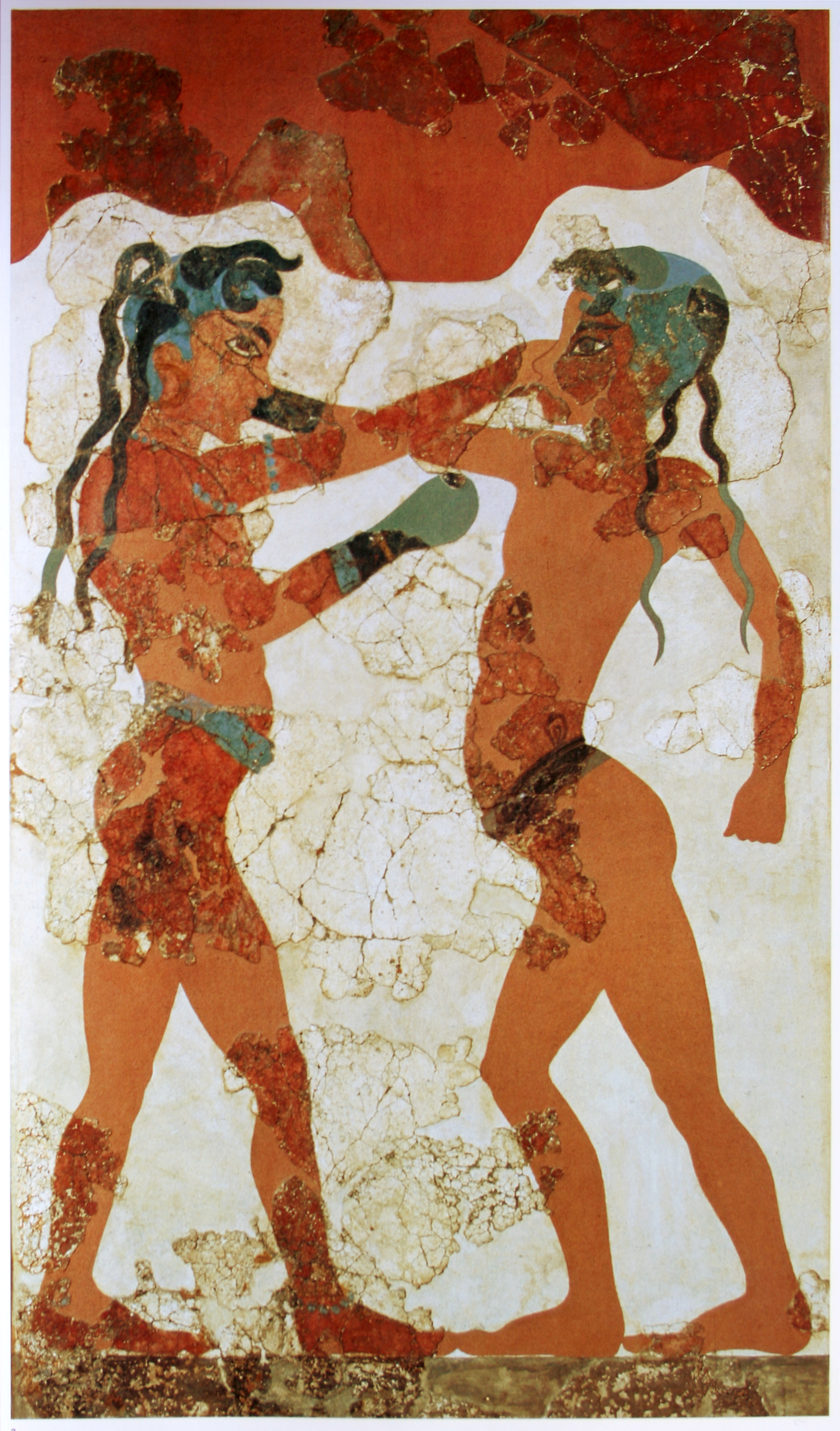
Jeunes Minoens nus pendant un combat de boxe (fresque de l'île grecque de Santorin)

Dès l'époque Archaïque, la Grèce antique a eu une fascination particulière pour la beauté et l'esthétique, que ce soit pour les tenues vestimentaires ou pour la nudité. Ce respect pour le corps humain faisait partie d'un ensemble de valeurs plus vaste (intérêt pour la philosophie et les arts, respect de la nature). Les Grecs considéraient la nudité comme valorisante et étaient conscients de ce trait culturel spécifique, notant que « généralement dans les pays qui sont soumis aux barbares, la nudité est déshonorante ». Ils ont alors considéré l’interdiction de la nudité comme une répression, l’expression de la tyrannie.
Dans la Grèce antique, la nudité des hommes et des garçons – et des femmes et des filles, dans une moindre mesure – faisait partie intégrante des pratiques religieuses et sportives, primordiales dans la vie quotidienne des Grecs.
Sparte est probablement la première Cité-État de la Grèce antique où la nudité s'est généralisée pour la majorité des exercices physiques (réservés aux hommes et auxquels aucun spectateur ne pouvait assister). Les femmes Spartiates étaient parmi les rares femmes Grecques à pouvoir assister librement à ces exercices.
La nudité dans les cérémonies religieuses était également courante en Grèce Antique. Les femmes Spartiates étaient nues pendant certaines processions (pratique censée valoriser leur beauté et leur santé, et encourager les hommes partis à la guerre). Les vêtements cérémoniels exposaient parfois le corps de leurs porteurs. La statue de la Moscophoros (le porteur de veau), un vestige archaïque de l'Acropole d'Athènes, représente un jeune homme portant un veau sur ses épaules, probablement vers un autel sacrificiel. Un morceau de tissu est posé sur ses épaules, couvrant le haut des bras et l'avant des cuisses, qui néanmoins expose ses organes génitaux.
En ce qui concerne l'art, de très nombreuses représentations d’athlètes nus ont été retrouvées : sculptures, mosaïques, peintures et décorations sur les vases. Les femmes et les déesses étaient représentées habillées pendant la période Classique, à l'exception d'Aphrodite. Les Grecs accordaient une grande importance aux figures mythologiques d'Apollon et d'Héraclès, souvent représentés comme des athlètes. La sculpture grecque montrait les hommes complètement nus, tandis que le concept de Venus Pudica (partiellement nue) est apparu ensuite (voir Victoire de Samothrace). Les représentations érotiques étaient courantes et considérées comme normales.

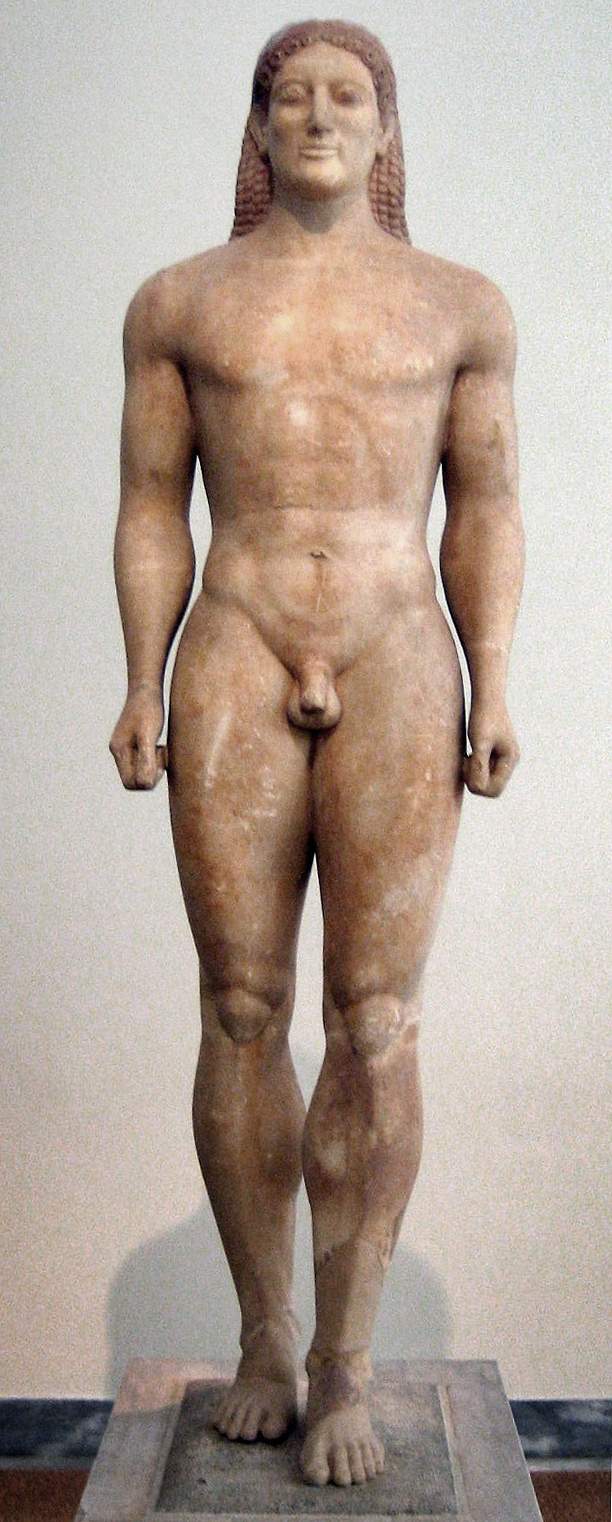
Un kouros, représentation Archaïque de l'Homme parfait.

Certains écrivains et historiens modernes ont émis l’hypothèse que la nudité, omniprésente dans l’art de la Grèce Antique, était seulement une convention artistique, et qu’il était impossible que la nudité soit aussi bien acceptée par une civilisation. Ce point de vue est attribué à la pudibonderie de l’époque Victorienne, appliqué de façon anachronique à l’Antiquité.
La honte de la nudité semble avoir été un peu plus importante dans le reste du monde antique, à l'exception de l'Amérique du Sud, l'Afrique et l'Australie. Cependant les témoignages sont nombreux à propos de la nudité utilisée pour impressionner l'ennemi pendant le combat. Polybe écrit à propos des Celtes : « l'apparition de ces guerriers nus était un spectacle effrayant, car ils étaient tous des hommes au physique splendide, dans la fleur de l'âge ».
La nudité partielle ou totale pour les activités sportives s'est étendue à l'ensemble de la Grèce, jusque dans ses plus lointaines colonies. Par exemple, les hommes et les femmes de la civilisation Minoenne, amateurs de la Voltige avec Taureau, pratiquaient ce sport vêtus uniquement d'un pagne. Dans tous les cas, un kynodesme restait obligatoire pour éviter l’exposition du gland.[réf. nécessaire]
Lors des Jeux Olympiques et Panhelléniques, la nudité de tous les participants était obligatoire pour les disciplines de combat (boxe, lutte, pancrace - l'absence de protection facilitait les mouvements des adversaires), les courses à pied (stadion, course de relais), le pentathlon (composé d'épreuves de lutte, de stadion, de saut en longueur, de lancer du javelot et de lancer de disque). Des représentations de courses de chars où les concurrents sont nus ont également été retrouvées par les archéologues.
Plusieurs mythes expliquent cette tradition de la nudité dans les sports en Grèce Antique. L’un de ces mythes est la performance athlétique d’Orhippos de Mégare, qui perdit son pagne en tissu pendant le stadion des 15èmes Jeux Olympiques, en 720 avant Jésus-Christ, ce qui lui donna plus de vitesse que ses concurrents et lui permit de remporter la course. Une variante plus tragique de ce mythe affirme qu'un athlète perdit son pagne, glissa dessus et se tua, justifiant l'interdiction de tout vêtement.
Il existe d’autres explications plus spirituelles : par exemple, la nudité de l’athlète pouvait être le moyen de rendre hommage aux Dieux et au corps humain qu’ils avaient conçu (presque tous les Jeux Olympiques ont eu lieu en même temps que des fêtes religieuses). Un athlète vainqueur pouvait servir de modèle pour les sculptures des Dieux, exposées ensuite dans des temples : c’était un immense privilège qui leur permettait d’accéder à une forme d’immortalité.
La nudité des athlètes était aussi un moyen de dissuader de toute tricherie, un tricheur avéré pouvant être fouetté par les arbitres (souvent des dignitaires religieux). Il était fréquent pour punir un délinquant de le déshabiller partiellement ou totalement et lui infliger des châtiments corporels en public. Dans certains systèmes juridiques Européens, les châtiments corporels, sur les fesses notamment, ont persisté au-delà de l'époque féodale, soit uniquement pour les mineurs (pratique controversée qui persiste aujourd'hui dans un cadre privé) soit uniquement pour les adultes. Dans la Bible, il est dit que l'empire Romain mettait souvent les prisonniers à nu pour les humilier.

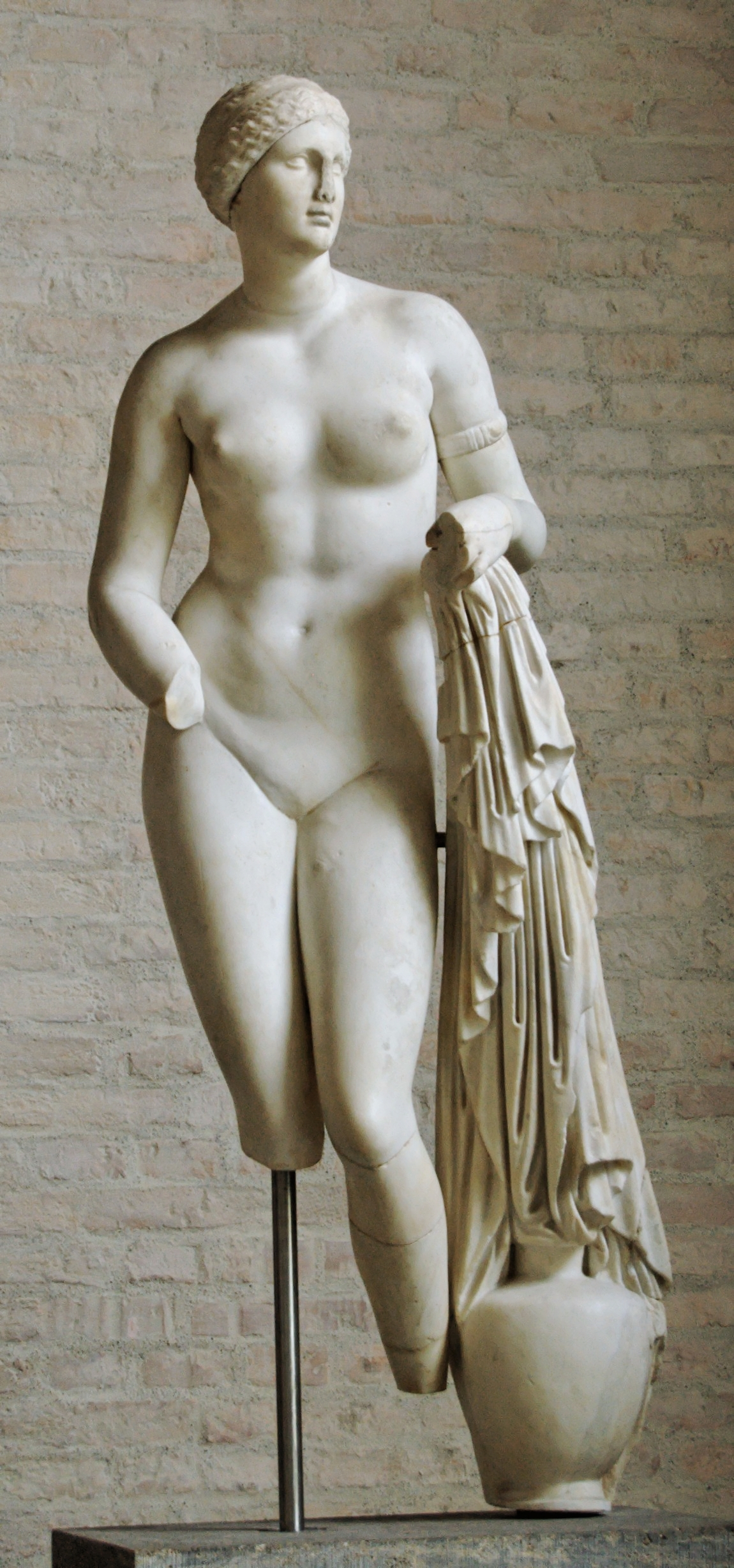
Exemple typique d'une Aphrodite de Cnide

## Rome antique

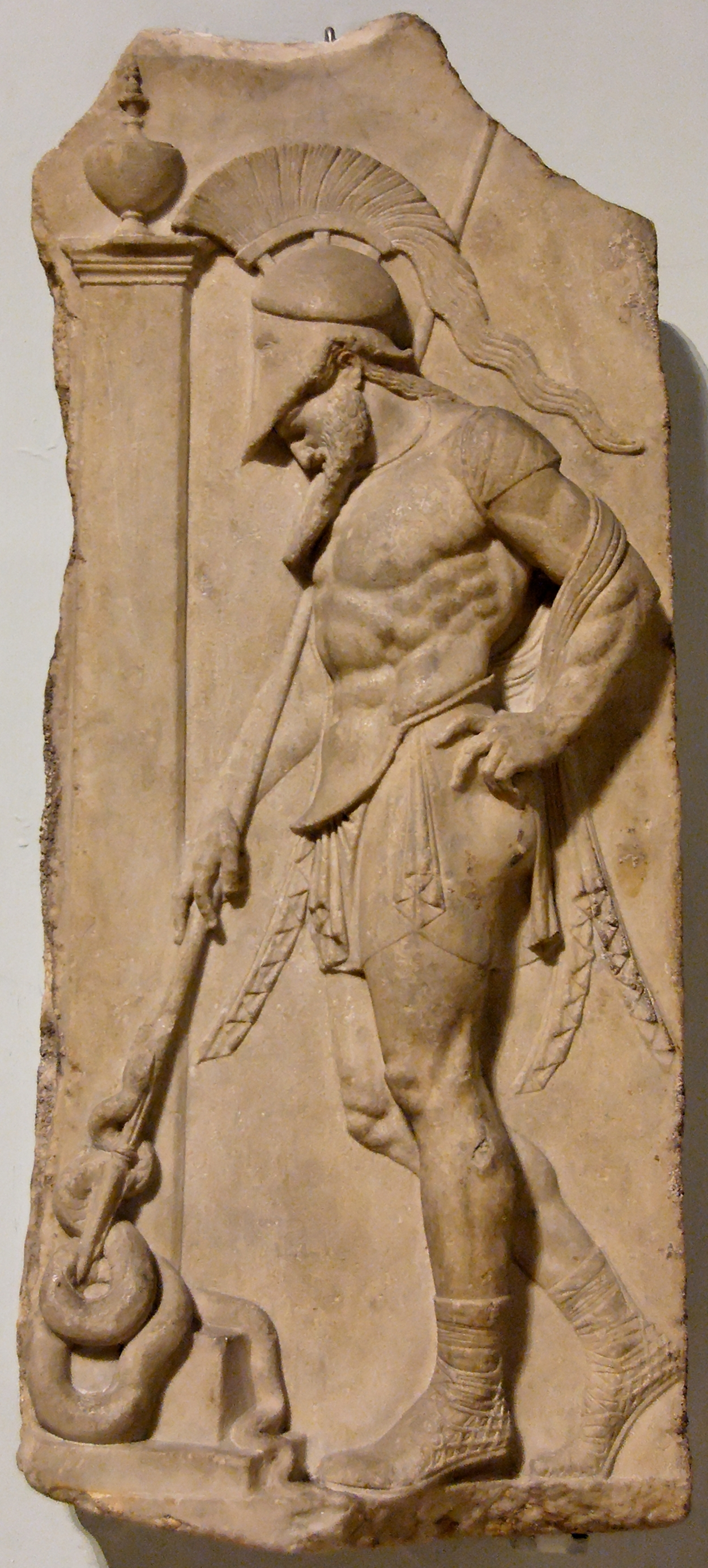
Stèle romaine représentant un guerrier dans une Cuirasse musculaire, mettant en valeur le corps masculin.

L’attitude des Romains par rapport à la nudité a différé de celle des Grecs. Les Romains voyaient le port de vêtements comme marqueur d’un bon statut social et considéraient la nudité dans un cadre public comme une caractéristique de l'esclavage ou de la pauvreté. La désapprobation de la nudité en public à Rome avait pour origine la pression sociale, mais pas une lutte contre les désirs sexuels inappropriés ou une gêne face à l’exposition du corps.
Le poète Ennius (239-169 avant Jésus-Christ), a écrit « exposer des corps nus parmi les citoyens est le début de la disgrâce publique (flagitium) ». Le consul Cicéron se moqua de Marc Antoine apparaissant quasiment nu lors de sa participation aux fêtes Lupercales, bien que l’absence de vêtements ait été nécessaire aux rituels.
La toge portée par un citoyen adulte était un signe de distinction et de prestige. À l’inverse, les prisonniers de guerre se voyaient retirer une partie ou la totalité de leurs vêtements avant qu’ils soient vendus comme esclaves (ce qui permettait à l’acheteur d’inspecter le corps de l’esclave à la recherche de qualités ou de défauts, et de symboliser à l’esclave qu’il n’était plus propriétaire de son corps).
Les Romains qui ont participé aux Jeux Olympiques ont sans doute suivi les coutumes grecques qui imposaient la nudité pendant les épreuves. La nudité athlétique à Rome existait également mais le début de cette pratique n’a pas été daté avec certitude : on estime qu’elle a été introduite au IIe siècle av. J.-C. et que cette règle n’a pas été suivie de façon régulière, jusqu’à 60 après Jésus-Christ, pendant le règne de Néron. Le Rétiaire (l’un des différents types de gladiateurs) était parmi les moins vêtus des gladiateurs, et combattait à visage découvert, comme signe de virilité.
L’art Grec a également eu une influence sur l’art romain. Les héros de guerre et les dieux ont été représentés nus à partir du IIe siècle av. J.-C. Quand les statues de généraux Romains nus (à la manière des rois Hellénistiques) ont commencé à apparaître, elles ont été jugées choquantes non pas pour la nudité, mais parce que la représentation d’un dieu, ou la glorification d’un héros, étaient contraires aux idéaux Républicains. Dans l'art produit sous le règne d'Auguste, l'adoption du style Hellénistique a apporté d’autres significations et symboles à la représentation du corps.
Le phallus a été massivement représenté dans l’art romain. Les amulettes en forme de phallus comme le fascinus (d'où le mot anglais « fascinate » et son équivalent français « fasciner »), les tintinnabules (carillons suspendus à l’entrée des maisons) ainsi que des lampes représentant des phallus, étaient symboliquement utilisés comme protection contre les forces surnaturelles malveillantes, sans que ces objets aient une signification sexuelle. Le phallus est aussi la caractéristique du dieu grec, Priape, dont la statue était utilisée comme épouvantail dans les jardins. L’art Romain, en particulier les scènes mythologiques, était fréquemment illustrées avec de la nudité. Des scènes sexuellement explicites étaient aussi représentées sur des objets du quotidien (vaisselle, lampes, miroirs) et sur les œuvres artistiques retrouvées dans les maisons bourgeoises.
Les femmes Romaines des classes supérieures étaient représentées vêtues. Les déesses pouvaient être représentées seins nus, pour symboliser l’abondance, la maternité et l’aspect nourricier. Les représentations de nu féminin intégral étaient presque exclusives à la déesse Vénus, dont l’équivalent grec (Aphrodite) était aussi représenté de cette manière. À partir du Ier siècle apr. J.-C., l'art Romain a montré un plus grand intérêt pour les nus féminins, dans tous types de situations, y compris pour des représentations pornographiques.
L'art érotique trouvé à Pompéi et Herculaneum représente en partie des femmes pendant des actes sexuels. Elles peuvent être nues ou porter un strophium (soutien-gorge sans bretelles). La littérature latine décrit que les prostituées restaient nues (ou vêtues d’une robe transparente) à l'entrée des maisons closes afin d’attirer les potentiels clients.
L'écrivain Romain Varron pensait que le mot Latin pour la vue, le regard, visus, était étymologiquement lié à vis signifiant force, puissance. Il pensait ainsi démontrer, par l’étymologie, un lien entre l’exposition du corps au regard des autres et les actes nocifs pouvant en découler (voyeurisme, pulsions, , etc.).
Si la nudité publique était considérée habituellement comme déshonorante par les Romains, il y avait une exception : la baignade dans les Thermes et la toilette. Ces coutumes ont changé au fil du temps. Par exemple, au IIe siècle av. J.-C. , le consul Cato préférait ne pas se baigner en présence de son fils – Plutarque rapporte que, pour les Romains de cette époque, il était considéré comme honteux pour les hommes adultes d'exposer leur corps à des hommes plus jeunes. Au contraire, plus tardivement, les hommes et les femmes de tous âges pouvaient se baigner ensemble sans séparation.
Certains Juifs Hellénisés ou Romanisés ont eu recours à la restauration du prépuce, « pour l'amour de la bienséance », s'adaptant ainsi aux coutumes romaines.

## Japon
Les combats de sumo, pratiqués par des hommes portant un pagne cérémonial qui expose les fesses, étaient considérés comme sacrés dans la religion Shintō. La toilette collective et mixte fait partie de la tradition japonaise. La pratique des seins nus en public était considérée comme acceptable jusqu'à l'occupation américaine après la Seconde Guerre mondiale : le général Douglas MacArthur a adopté des édits exigeant des femmes qu'elles se couvrent la poitrine en toutes circonstances. Il a également fait interdire la pornographie qui contenait des plans rapprochés des organes génitaux.
La nudité en public était très courante au Japon jusqu'à la Restauration de Meiji. L'interprète du Commodore Matthew Perry, le révérend S. Well Williams, a écrit : « la pudeur, à en croire ce que nous voyons, semble ici inconnue : les femmes ne cherchent pas à cacher leurs seins ou leurs cuisses, tandis que les hommes utilisent parfois un unique morceau de tissu, mis en place avec négligence. On peut voir des hommes nus et des femmes nues parcourant les rues librement et fréquenter les mêmes établissements pour faire leur toilette, sans distinction de sexe, sans pudeur. Ces pratiques obscènes démontrent l'attrait de ce peuple pour le vice, à un degré qui répugnerait n'importe qui ».
Après la Restauration de Meiji, le gouvernement japonais a commencé une campagne pour instituer une culture nationale plus uniforme et lutter contre la nudité publique et la miction sur la voie publique, considérées par les étrangers comme gênants et non hygiéniques. Les bains publics mixtes ont été supprimés. Mais l'application de ces nouvelles lois n'était pas systématique : elles ont surtout été appliquées à Tokyo et dans les autres grandes villes susceptibles d'accueillir des visiteurs d'autres pays.
Malgré le manque de tabous concernant la nudité en public, l'art traditionnel japonais a rarement représenté des individus nus, à l'exception des décorations dans les bâtiments de bains publics. Lorsque les premières ambassades occidentales ont été ouvertes au Japon à la fin du XIXe siècle, les Japonais ont été gênés par les statues de nus, fréquentes dans l'art européen. Les étudiants en art japonais faisant leurs études en Europe y ont cependant été confrontés sans problème. En 1894, Kuroda Seiki a été le premier artiste japonais à présenter au public une peinture d'une femme nue faisant sa toilette. Cette œuvre a causé des protestations au Japon, mais la nudité a été graduellement mieux acceptée dans l'art japonais et est devenue courante à partie des années 1910. Une répugnance pour la représentation des poils pubiens est cependant restée jusque dans les années 1930.
Dans la culture traditionnelle japonaise, la nudité était associée aux classes sociales défavorisées, notamment les travailleurs manuels qui avaient pour coutume de se déshabiller dès que le temps le permettait. À l'inverse, les individus aisés étaient supposés être pudiques et rester entièrement vêtus (les vêtements amples étaient considérés comme plus érotiques que la nudité). Après la Restauration de Meiji, les Japonais les plus aisés commencèrent à adopter les vêtements occidentaux, y compris les sous-vêtements, absents des garde-robes japonaises (à l'exception des pagnes parfois portés par les hommes).
Le gouvernement japonais a tenté d'imposer les codes vestimentaires occidentaux bien avant l'occupation des troupes alliées (après 1945), avec peu de succès. Après le séisme de Kantō de 1923, le gouvernement japonais a instrumentalisé le nombre élevé de femmes mortes sous les décombres, en déclarant que leurs tenues traditionnelles (notamment les kimonos) s'étant déchirées pendant le séisme, elles ont préféré mourir plutôt que d'exposer leur nudité aux sauveteurs. Bien entendu, ce sont les constructions traditionnelles japonaises, en bois et en papier, s'effondrant facilement sur les populations, qui sont à l'origine d'un nombre de morts aussi élevé.

## Cultures traditionnelles
Pour certaines cultures de chasseurs-cueilleurs présentes dans les climats chauds, la nudité totale ou partielle a été la norme pour les hommes et les femmes de tous âges, jusqu'à l'introduction de la culture Occidentale ou des religions comme l'Islam.
La nudité totale ou partielle pour les hommes et les femmes est toujours très commune pour les peuples Africains Mursis, Surmas, Noubas, Karamojong, Kirdis, Dinka et Maasaï, et pour les peuples Sud-Américains Matsés, Yanomami, Suruwaha, Xingu, Matis et Galdu. De nombreux peuples indigènes Africains et Sud-Américains font de l'exercice physique ou des compétitions sportives nus. Le peuple Nuba, au sud du Soudan, et le peuple Xingu dans la région Amazonienne, font des combats sans vêtements. Les Dinka, Surma et Mursi présents au Soudan et en Éthiopie restent nus pour des combats au bâton. Les moines indiens Digambara pratiquent le Yoga nus (ou en Skyclad comme ils l'appellent). L'influence croissante des cultures Occidentales et Musulmanes  pourrait menacer la pratique de la nudité de ces peuples, qui fait pourtant partie de leur culture.
Dans certaines cultures d'Afrique et de Mélanésie, une simple cordelette autour de la taille peut suffire aux activités de chasse et aux autres activités de groupe. Les étuis péniens sont aussi utilisés par certaines tribus de Nouvelle Guinée, l'absence de celui-ci étant considéré comme très embarrassant. Les hommes de la tribu amérindienne Chumash étaient nus la plupart du temps, tandis que les femmes étaient seins nus. La plupart des tribus du Bassin Amazonien n'utilisent aucun vêtement, ou bien une simple ficelle pour maintenir le prépuce fermé. Les adultes d'autres tribus, surtout en Amérique du Nord et dans les régions montagneuses d'Amérique du Sud (comme les Quechuas) considéraient la nudité des adultes comme tabou. Cependant les jeunes pouvaient rester nus dès que la météo le permettait, l'obligation du port de vêtements ne commençant qu'à la puberté (autour de l'âge de 10 ans, la princesse Pocahontas a scandalisé les colons Occidentaux de la ville de Jamestown, en s'y présentant entièrement nue).
Ibn Battûta (1304-1369) effectue cette description à propos du peuple du Mali :
« Among their bad qualities are the following. The women servants, slave-girls, and young girls go about in front of everyone naked, without a stitch of clothing on them. Women go into the sultan's presence naked and without coverings, and his daughters also go about naked. »

## Histoire récente

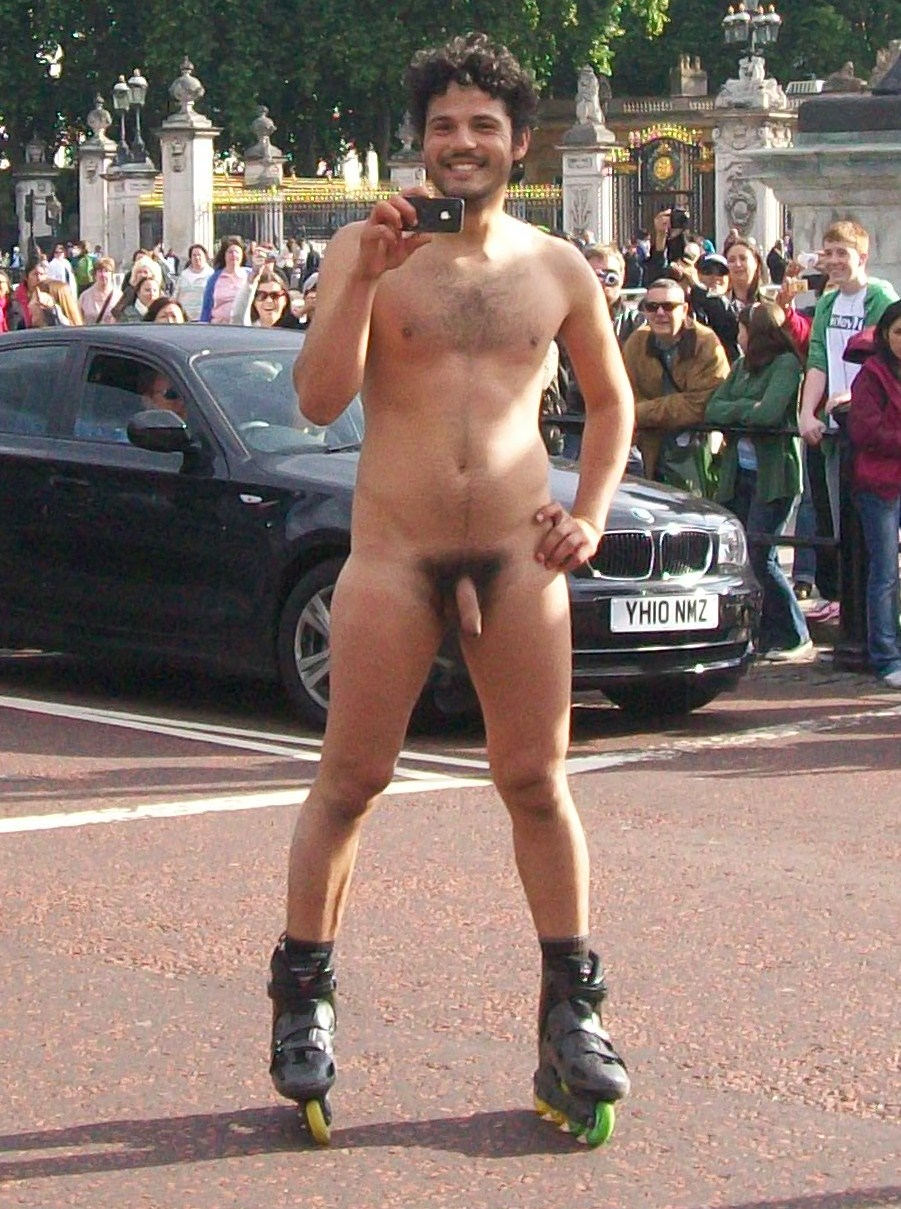
Un homme nu en public au World Naked Bike Ride à Londres, 2011

En Europe jusqu'au XVIIIe siècle, la nudité était courante parmi toutes les classes sociales. Les gens ne se séparaient pas selon leurs sexes pour la toilette (ou les baignades dans les rivières pour les classes plus modestes). Les prostituées portaient couramment des tenues conçues pour exposer leurs seins.
Pendant le siècle des Lumières, une association entre nudité et sexualité engendra un tabou, qui atteindra son paroxysme à l'époque victorienne où la nudité était qualifiée d'obscène, une transgression des mœurs et une incitation à la sexualité. Se baigner nu était devenu un délit, les femmes et les hommes (même avec de grands maillots de bain) devaient se séparer sur les plages, et des roulottes de bain furent utilisées pour permettre aux personnes d'entrer directement dans l'eau sans être vues.
Au début du XXe siècle, l'exposition de la poitrine des hommes et des cuisses des femmes pouvait conduire à des arrestations pour atteinte à la pudeur. Cette extrême pudibonderie a pris fin dans les années 1930, lorsque des personnes célèbres comme la star hollywoodienne Johnny Weissmuller ont commencé à aller à la plage dans des tenues plus légères, ce que les autres personnes ont vite imité. Après la Seconde Guerre mondiale, le bikini a été inventé en France et s'est rapidement généralisé dans les années 1960, malgré les nombreuses réactions conservatrices.
En 1924, dans l'Union Soviétique, une organisation nommée À bas la honte a organisé de grandes marches citoyennes où les participants étaient nus, afin de s'opposer à la moralité bourgeoise. Au cours de la décennie suivante, Staline prit des mesures pour interdire le nudisme et la pornographie. La société soviétique restera assez conservatrice pour le reste de son existence. Après l'effondrement de l'Union Soviétique en 1991, le climat social s'est libéré, permettant l'apparition de clubs et de plages naturistes en Russie.
Les pays scandinaves ont été les moins touchés par ces tabous sociaux : la nudité pour le sauna, la natation ou la baignade fait partie des traditions scandinaves et n'a jamais été remise en question. Dans ces pays, il existe de nombreuses cabanes en bois construites au bord de l'eau, servant de saunas ou d'abris pour les nageurs. Ces cabanes sont entourées de panneaux d'affichage pour empêcher le voyeurisme. À l'origine, ces endroits étaient réservés aux hommes. Aujourd'hui les femmes peuvent y participer et la majorité de ces endroits sont mixtes.
Pour les Jeux Olympiques de Stockholm en 1912, l'affiche officielle a été créé par un artiste célèbre. Cette affiche représentait plusieurs athlètes masculins nus (les organes génitaux étant floutés) et fut considérée comme trop audacieuse pour la distribution dans certains pays. Des affiches pour les jeux Olympiques de 1920 à Anvers, les Olympiques de 1924 à Paris, et les jeux Olympiques de 1952 à Helsinki mettaient aussi en vedette des personnages masculins nus, évoquant les origines Antiques des Jeux. L'affiche de des jeux Olympiques de Londres (1948) a mis en vedette la sculpture Discobole.
Dans les premières années du XXe siècle, un mouvement nudiste a commencé à se développer en Allemagne, grâce à un regain d'intérêt pour la culture grecque antique et sa perception sereine du corps humain. Portant l'appellation Freikörperkultur (FKK), ces clubs ont été créés à cette période et ont incité le peuple allemand à s'affranchir de la pudibonderie de l'époque victorienne dont il avait hérité.
Durant les années 1930, les dirigeants nazis ont interdit les organisations naturistes, ou les ont placés sous le contrôle du parti national-socialiste. Les opinions des Nazis à propos de la nudité ont été divergentes : le ministre de la propagande Joseph Goebbels a considéré la nudité comme décadente, alors que Heinrich Himmler et l'organisation SS semblaient l'approuver.
La nudité masculine aux États-Unis et d'autres pays occidentaux n'était pas un tabou au XXe siècle : il était normal pour les hommes et les garçons d'être nus dans des contextes sportifs ou scolaires. Les médias (publicité, films) ont fréquemment montré des nus masculins.
La nudité féminine était largement moins acceptée par l'opinion publique, dans des contextes sportifs ou scolaires pourtant identiques. Certaines écoles permettaient aux jeunes filles de nager nues si elles le souhaitaient (par exemple les écoles publiques de Detroit dès 1947). La plupart des écoles, piscines et gymnases scolaires devenant mixtes au cours des années 1960 et 1970, le port du maillot de bain est devenu une norme pour tous.
Après la Seconde Guerre mondiale, le naturisme s'est généralisé en Allemagne de l'Est (appelé en allemand la « culture du corps libre », FKK), ce qui a été une exception dans le bloc soviétique. Le naturisme était bien plus populaire qu'en Allemagne de l'Ouest en raison d'une influence religieuse très amoindrie. À la suite de la réunification de l'Allemagne en 1990, le naturisme a perdu de l'influence. Cela peut s'expliquer par la réorganisation de la société allemande et l'immigration de populations de musulmans conservateurs (notamment les populations turques).
En 1957, l'Arkansas a adopté une loi pour rendre illégales « la défense, la démonstration ou la promotion du nudisme ». La loi s'applique à la fois aux espaces publics et à la propriété privée.
Pendant les années 1960-1970, des groupes féministes en France et en Italie ont milité et obtenu la légalisation de la pratique des seins nus sur les plages, malgré l'opposition de l'Église Catholique. Ce fut aussi le cas en Espagne après la mort du dictateur ultra-conservateur Francisco Franco en 1975. Alors que la nudité en public n'est pas un tabou important en Europe continentale, la Grande-Bretagne et les États-Unis ont tendance à y être moins favorables, et les clubs naturistes accueillent moins de familles (comme en Allemagne et ailleurs) : les plages naturistes y sont souvent considérées, à tort, comme des endroits de débauche. De nos jours, la plupart des pays européens permettent les seins nus sur toutes les plages, la nudité complète étant réservée aux plages naturistes. Il est toléré d'être nu de façon temporaire sur tout type de plage publique, afin de changer de vêtements : ce n'est pas considéré comme une atteinte à la pudeur.
À l'inverse, la pratique du streaking (exhibitionnisme d'un membre du public lors d'un évènement sportif, qui perturbe son déroulement), qui a pris de l'ampleur dans les années 1970, est considérée comme illégale et est mal perçue socialement : elle amène à l'interruption de l'évènement sportif et déconcentre les participants.
La nudité en public est devenue plus courante à partir des années 1990 lors de grands événements organisés, tels que Bay to Breakers ou la Manifestation internationale cyclo-nudiste.

## Nudité des enfants
La quasi-totalité des cultures à travers l'Histoire n'a pas eu de tabou sur la nudité des enfants, mais elle était moins acceptée lorsque la puberté était atteinte. C'est toujours le cas aujourd'hui dans la majorité des pays occidentaux.
La nudité des bébés et des enfants a quasiment disparu des médias et de la publicité, même si elle était courante avant les années 1970. Un exemple notable est le logo de la société Coppertone (fabricante de crèmes solaires) représentant une petite fille ayant son maillot de bain tiré vers le bas par un chien, révélant la différence de couleur entre la peau bronzée et la peau non-bronzée. Ce logo a évolué au cours de la décennie 1990–2000 pour révéler moins de peau du personnage.

#### Ouvrages de référence
- Gordon Gill, Recreational Nudity and the Law : Abstracts of Cases, Dr. Leisure, 1995, 198 p. (ISBN 978-1-887471-01-5, lire en ligne)
- Philip Carr-Gomm, A Brief History of Nakedness, Reaktion Books, 2012, 286 p. (ISBN 978-1-86189-729-9, lire en ligne)
- Rouche, Michel, "Private life conquers state and society", in A History of Private Life vol I, Paul Veyne, editor, Harvard University Press 1987  (ISBN 0-674-39974-9)
- T. O. Beidelman, « Some Nuer Notions of Nakedness, Nudity, and Sexuality », Africa, vol. 38, no 02,‎ 2012, p. 113–131 (ISSN 0001-9720, DOI 10.2307/1157242)
- Julia M. Asher-Greve et Deborah Sweeney, Images and Gender: Contributions to the Hermeneutics of Reading Ancient Art, Fribourg, Academic Press, 2006 (ISBN 978-3-525-53020-7, lire en ligne), « On nakedness, nudity, and gender in Egyptian and Mesopotamian art »
- Julian Robinson, Body packaging : a guide to human sexual display, Elysium Growth Press, 1988 (lire en ligne)

#### Autres ouvrages
- Mark Golden, Sport in the Ancient World from A to Z, Routledge, 2004, 208 p. (ISBN 1-134-53595-3, lire en ligne)
- Susan Vincent, The Routledge History of Sex and the Body: 1500 to the Present, Routledge, 2013 (ISBN 978-0-415-47237-1, lire en ligne), « From the Cradle to the Grave: Clothing and the early modern body »
- (en) Paul Zanker, The Power of Images in the Age of Augustus, Ann Arbor Mich., University of Michigan Press, 1990, 385 p. (ISBN 0-472-08124-1, lire en ligne)
- Nigel B. Crowther, « Nudity and Morality: Athletics in Italy », The Classical Association of the Middle West and South, vol. 76, no 2,‎ december 1980 – january 1981, p. 119-123 (JSTOR 3297374)
- Craig A. Williams, Roman Homosexuality : Second Edition, Oxford University Press, 31 décembre 2009, 2e éd., 512 p. (ISBN 978-0-19-974201-1, lire en ligne)
- Hartwig Altenmüller, Egypt : the world of the pharaohs, Cologne, Könemann, 1998 (lire en ligne)
- Thomas Habinek, The Roman Cultural Revolution, Cambridge University Press, 1997 (ISBN 978-0-521-58092-2, lire en ligne), « The invention of sexuality in the world-city of Rome »
- Alastair J. L. Blanshard, Sex : Vice and Love from Antiquity to Modernity, John Wiley & Sons, 2010, 240 p. (ISBN 978-1-4443-2357-3, lire en ligne)
- A. Richlin, « Pliny's Brassiere », Blackwell Publishers Ltd, Oxford, L. K. McClure,‎ 2002, p. 225–256 (DOI 10.1002/9780470756188.ch8)
- Kat Arney, « Head lice key to clothing history », BBC News, 29 septembre 2003 (consulté le 16 août 2014)
- Joseph D. Sneed, « Technology, Environment, Adaptation: Early America », Colorado School of Mines (consulté le 16 août 2014)
- John Younger, Sex in the Ancient World from A to Z, Routledge, 2004, 256 p. (ISBN 978-1-134-54702-9, lire en ligne)
- Fritz Graf, The Cambridge Companion to Roman Satire, Cambridge University Press, 2005 (ISBN 978-1-139-82657-0, lire en ligne), « Satire in a ritual context »
- Julia Heskel, The World of Roman Costume, University of Wisconsin Press, 2001 (lire en ligne), « Cicero as Evidence for Attitudes to Dress in the Late Republic »
- Michael Carter, Roman Dress and the Fabrics of Roman Culture, University of Toronto Press, 2009 (ISBN 978-1-4426-9189-6, lire en ligne), « (Un)Dressed to Kill: Viewing the Retiarius »
- Allison R. Sharrock, The Roman Gaze: Vision, Power, and the Body, JHU Press, 2002 (ISBN 978-0-8018-6961-7, lire en ligne), « Looking at Looking: Can You Resist a Reading? »
- John R. Clarke, The Roman Gaze: Vision, Power, and the Body, JHU Press, 2002 (ISBN 978-0-8018-6961-7, lire en ligne), « Look Who's Laughing at Sex: Men and Women Viewers in the Apodyterium of the Suburban Baths at Pompeii »
- David Fredrick, The Roman Gaze: Vision, Power, and the Body, JHU Press, 2002 (ISBN 978-0-8018-6961-7, lire en ligne), « Invisible Rome »
- Alan Cameron, The Last Pagans of Rome, Oxford University Press, USA, 2010, 896 p. (ISBN 978-0-19-978091-4, lire en ligne)
- Beth Cohen, Naked Truths: Women, Sexuality and Gender in Classical Art and Archaeology, Routledge, 2003 (ISBN 978-1-134-60386-2, lire en ligne), « Divesting the Female Breast of Clothes in Classical Sculpture »
- Davide Del Bello, Forgotten Paths : Etymology and the Allegorical Mindset, CUA Press, 2007, 187 p. (ISBN 978-0-8132-1484-9, lire en ligne)
- Peter Schäfer, The History of the Jews in the Greco-Roman World, Psychology Press, 2003, 231 p. (ISBN 978-0-415-30585-3, lire en ligne)
- Dr. Jacobus X (pseud.), Untrodden fields of anthropology : by Dr. Jacobus; based on the diaries of his thirty years' practice as a French government army-surgeon and physician in Asia, Oceania, America, Africa, recording his experiences, experiments and discoveries in the sex relations and the racial practices of the arts of love in the sex life of the strange peoples of four continents, vol. 2, New York, Falstaff Press, 1937 (lire en ligne)
- Lewis H. Siegelbaum, Soviet State and Society Between Revolutions, 1918-1929, Cambridge University Press, 1992, 284 p. (ISBN 978-0-521-36987-9, lire en ligne)
- A.S. Chughtai, « Ibn Battuta - The Great Traveller » (version du 13 mars 2012 sur Internet Archive)